# Чокі Айс
Choky Ice (народився 23 квітня, 1972 року) відомий угорський порноактор, котрий працював моделлю до виходу в порноіндустрію. Відтоді знявся в багатьох багатобюджетних фільмах таких, як Porn Wars Episode 2 і 3.
Народився в Угорщині в місті Мішкольц. Його ріст 178 см, а вага 75 кг.

## «Нагороди»
- 2009 Hot d'Or — Найкращий європейський актор — Секс високошвидкісний[3]